# Гран, Даниель
Даниель Гран (нем. Daniel Gran; 22 мая 1694, Вена — 16 апреля 1757, Санкт-Пёльтен) — австрийский живописец эпохи позднего барокко.

## Биография
Даниель родился в семье придворного повара императора Леопольда I, среди его предков были художники по стеклу. Учился рисунку и живописи у Франца де Паула Ферга в Вене. Благодаря материальной поддержке фонда Шварценбергов в 1719—1720 годах начинающий художник смог отправиться в Италию. Учился в мастерских Себастьяно Риччи в Венеции и Франческо Солимены в Неаполе. В его ранних произведениях можно заметить колебание между венецианской красочностью и неаполитанским влиянием в композиции картины.
После возвращения из Италии кроме княжеского дома Шварценбергов, его заказчиком стал императорский двор. В 1727 году Даниель Гран был назначен придворным художником Габсбургов.
С 1732 года он использовал благородную форму имени: «Daniel le Grand» (Даниэль Большой, Великий), а с 1736 года — с предикатом итальянского «della Torre». Сомнительно, что имело место фактическое присвоение дворянского звания, поскольку в дворянском реестре Венского архива отсутствуют подобные документы. Более вероятно, что мастер успешно присвоил себе дворянский титул и герб императорского прапорщика Николауса Грана делла Торре (получившего дворянство 12 мая 1621 года).
Даниель Гран украсил фресками многие монастыри церкви в Австрии, писал также алтарные картины (например, в Аннакирхе, Вена, 1717). В Мраморном зале дворца Шварценберг в Вене он расписал плафон («Аполлон и девять муз», 1724—1728). Его главным произведением стала роспись плафона Австрийской национальной библиотеки в Вене (1730).
Отказавшись от придворных должностей, Гран стал советником клира по христианской иконографии и аллегорическим изображениям. Художник скончался 16 апреля 1757 года в возрасте шестидесяти двух лет в городке Санкт-Пёльтен (ныне Чехия). В 1894 году в его честь была названа улица Грангассе в венском районе Рудольфсхайм-Фюнфхаус (15-й район).
В числе его учеников был Бартоломео Альтомонте.

## Галерея

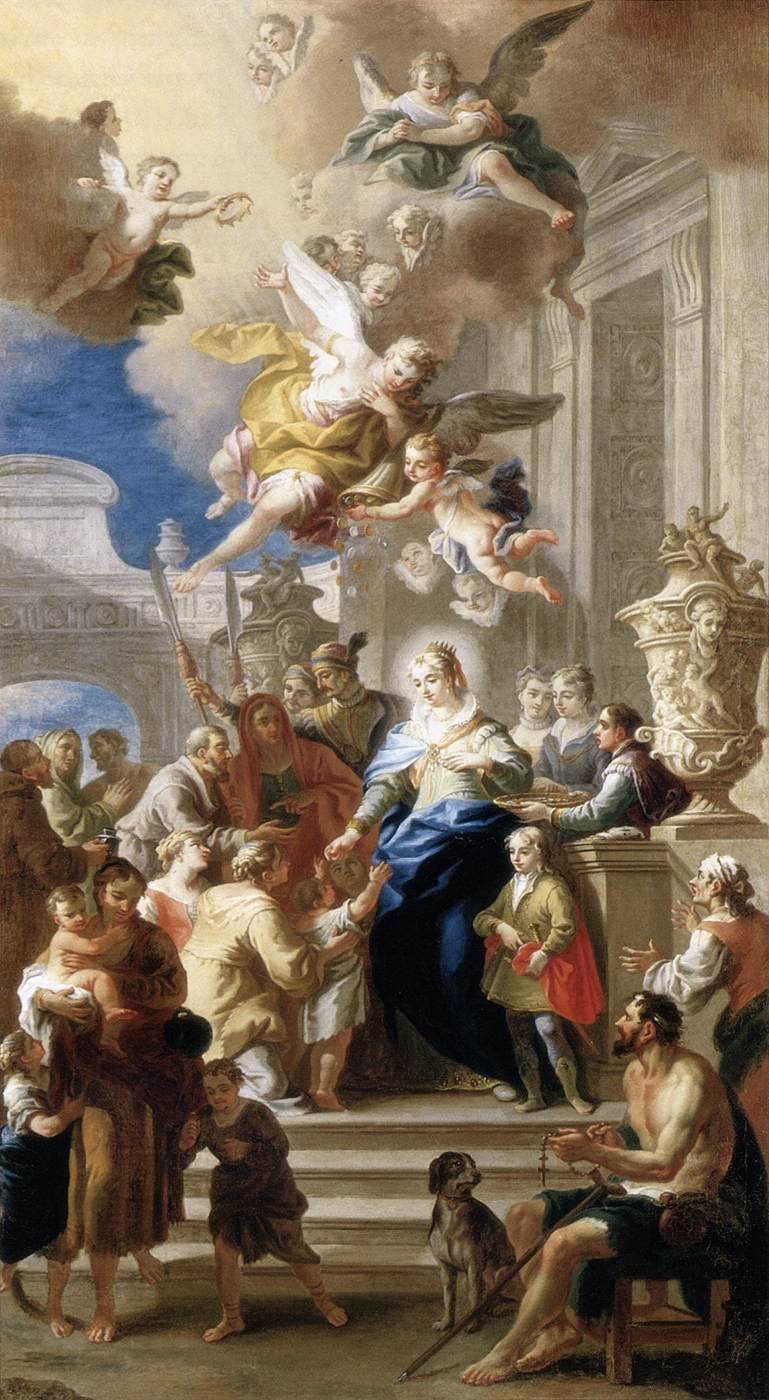
Святая Елизавета раздаёт милостыню. 1736. Холст, масло. Музей изобразительных искусств, Будапешт
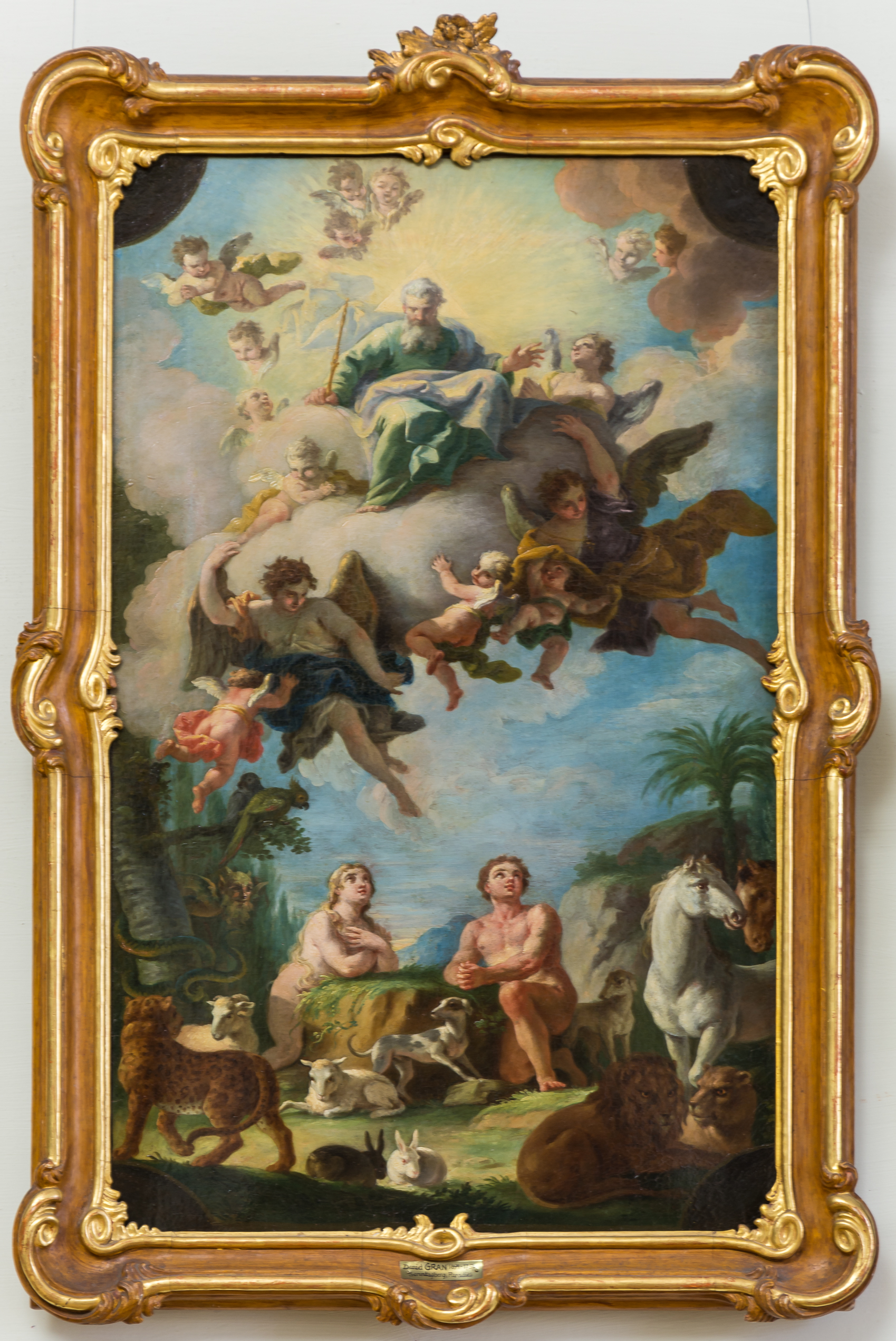
Рай. Эскиз росписи плафона базилики в Зоннтагберге, Нижняя Австрия. Ок. 1736. Холст, масло. Аббатство Зайтенштеттен
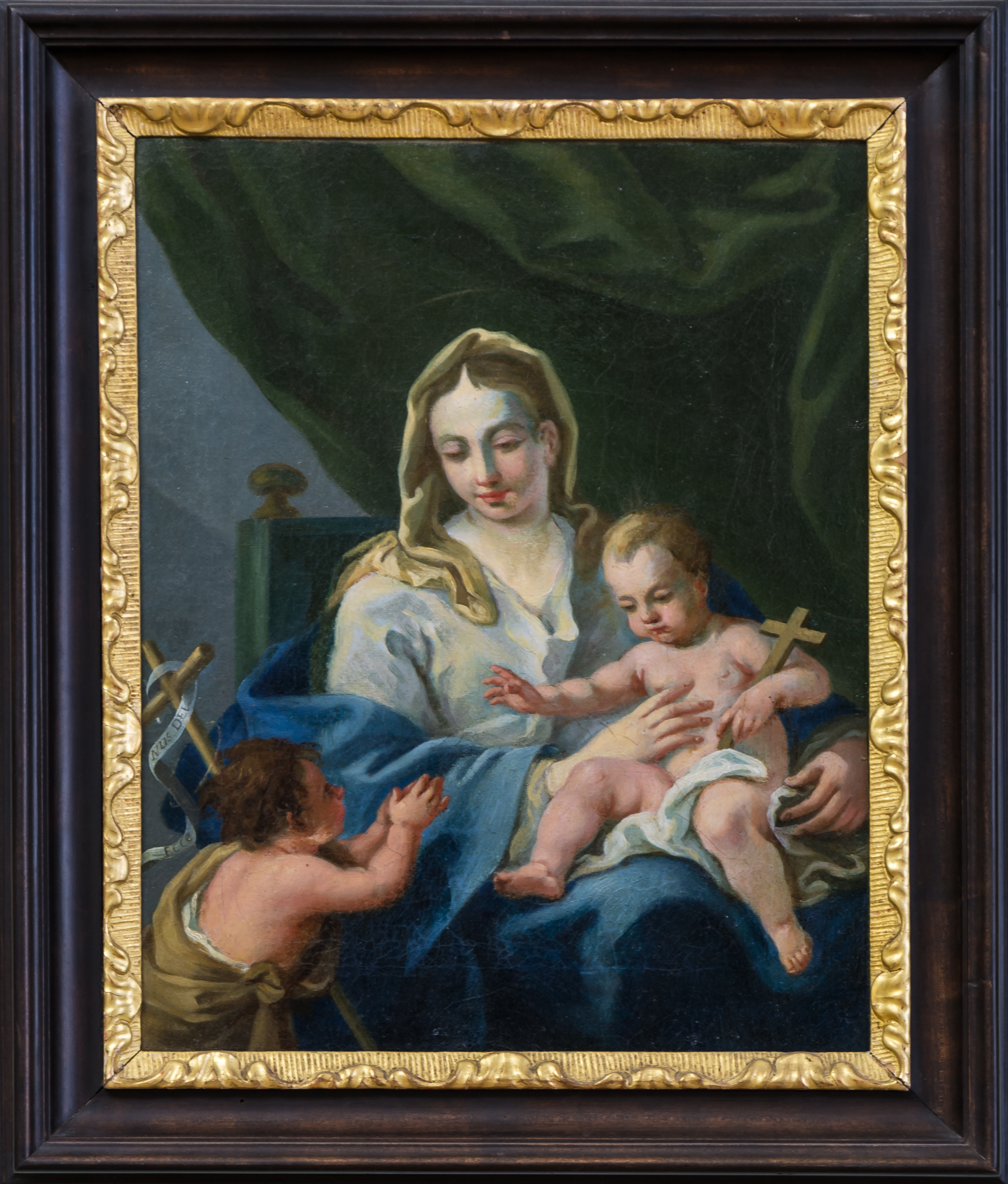
Daniel Дева Мария с младенцами Иисусом и Иоанном Крестителем. 1745. Холст, масло. Аббатство Зайтенштеттен
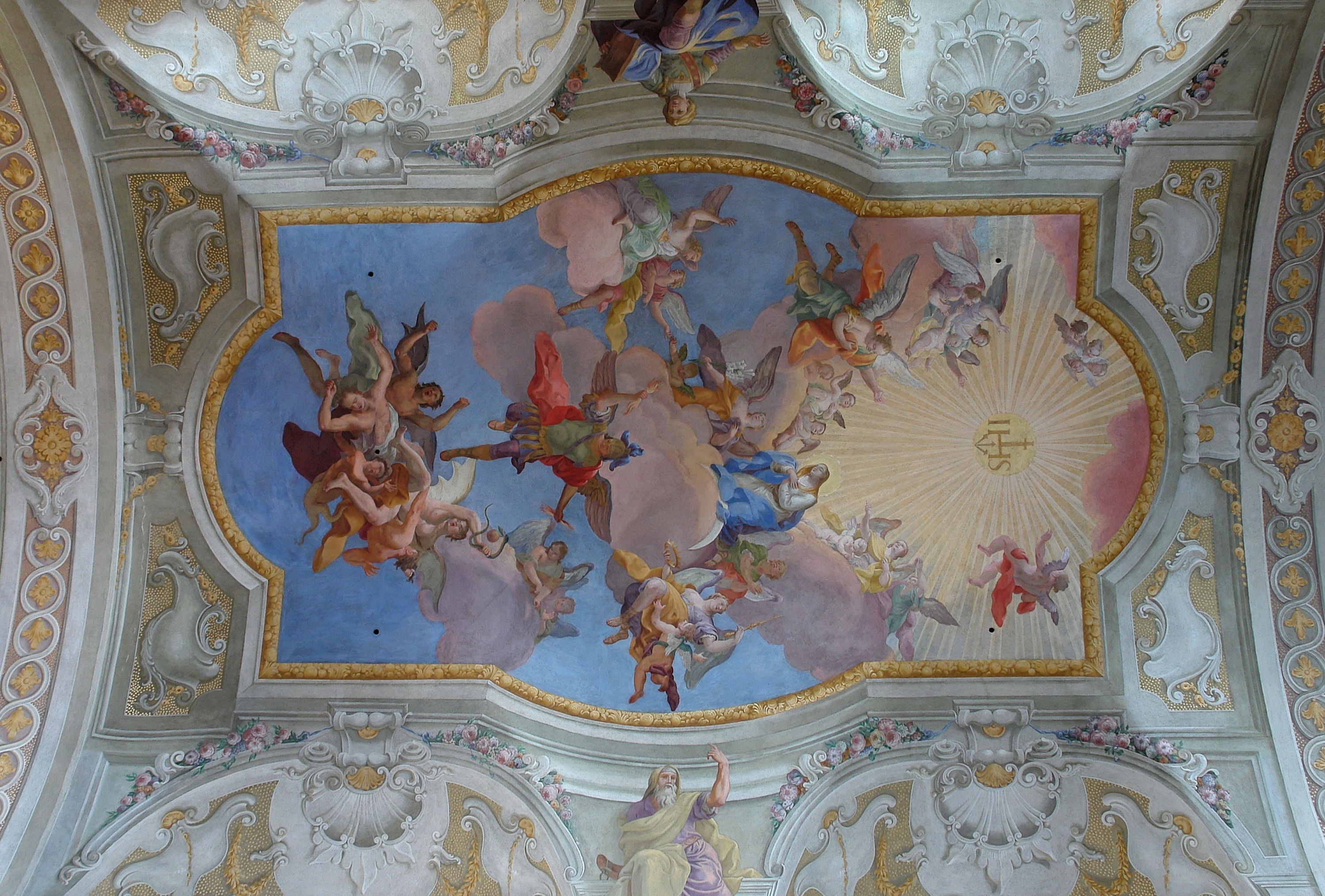
Слава Девы Марии. Роспись плафона Аннакирхе, Вена. Ок. 1717
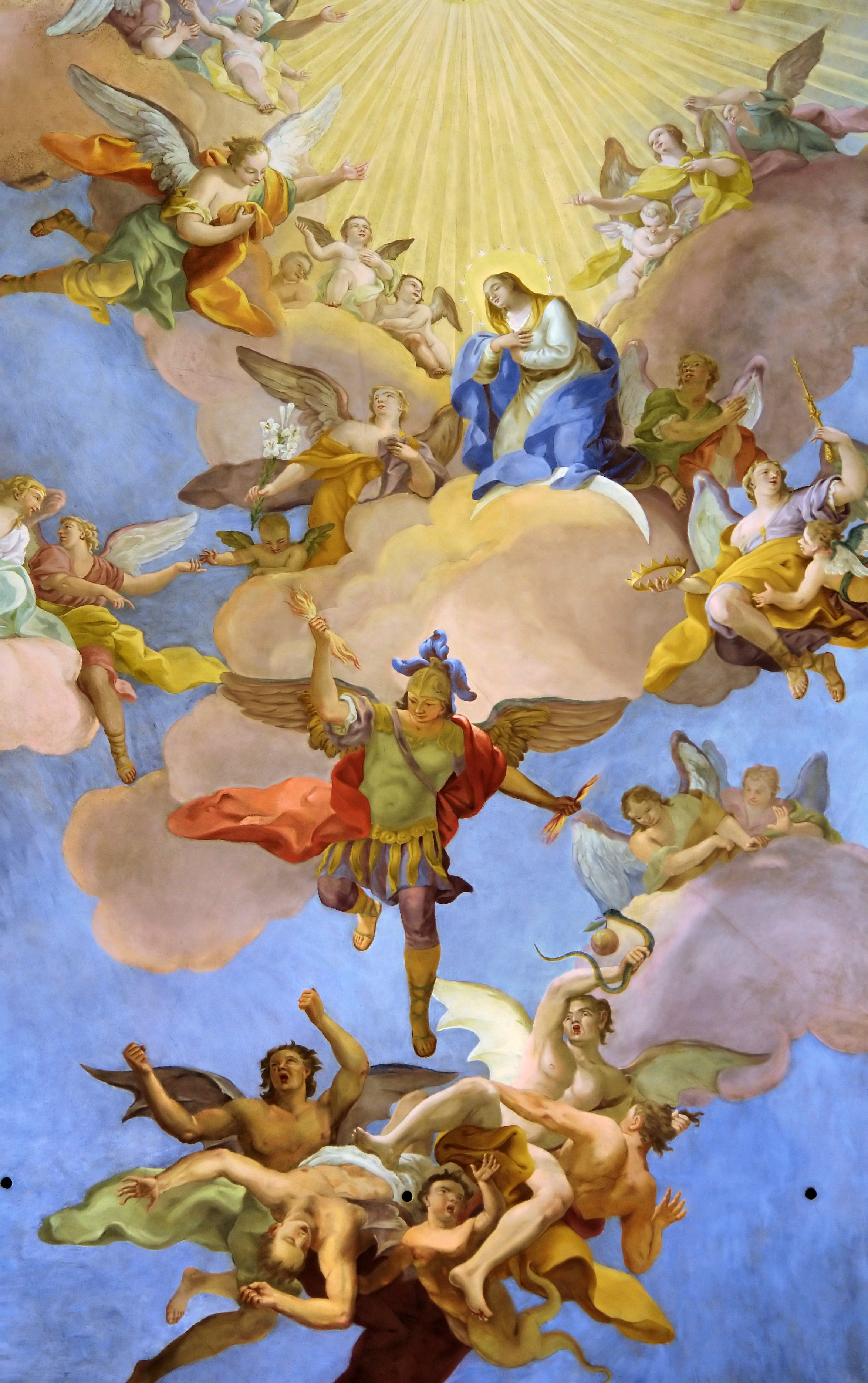
Слава Девы Марии. Деталь росписи плафона. Ок. 1717. Аннакирхе, Вена
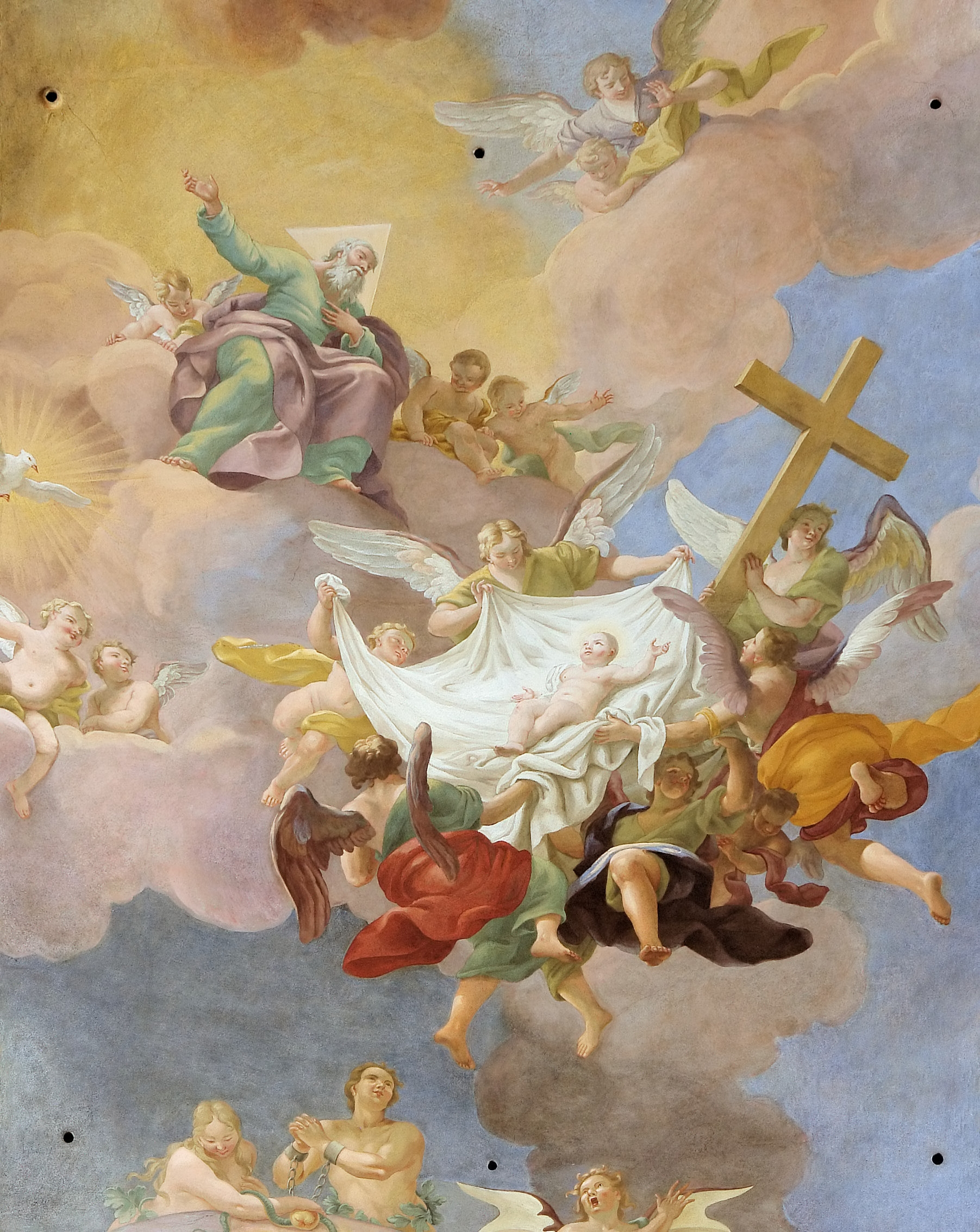
Слава Рождества Христа. Деталь росписи плафона. Ок. 1717. Аннакирхе, Вена
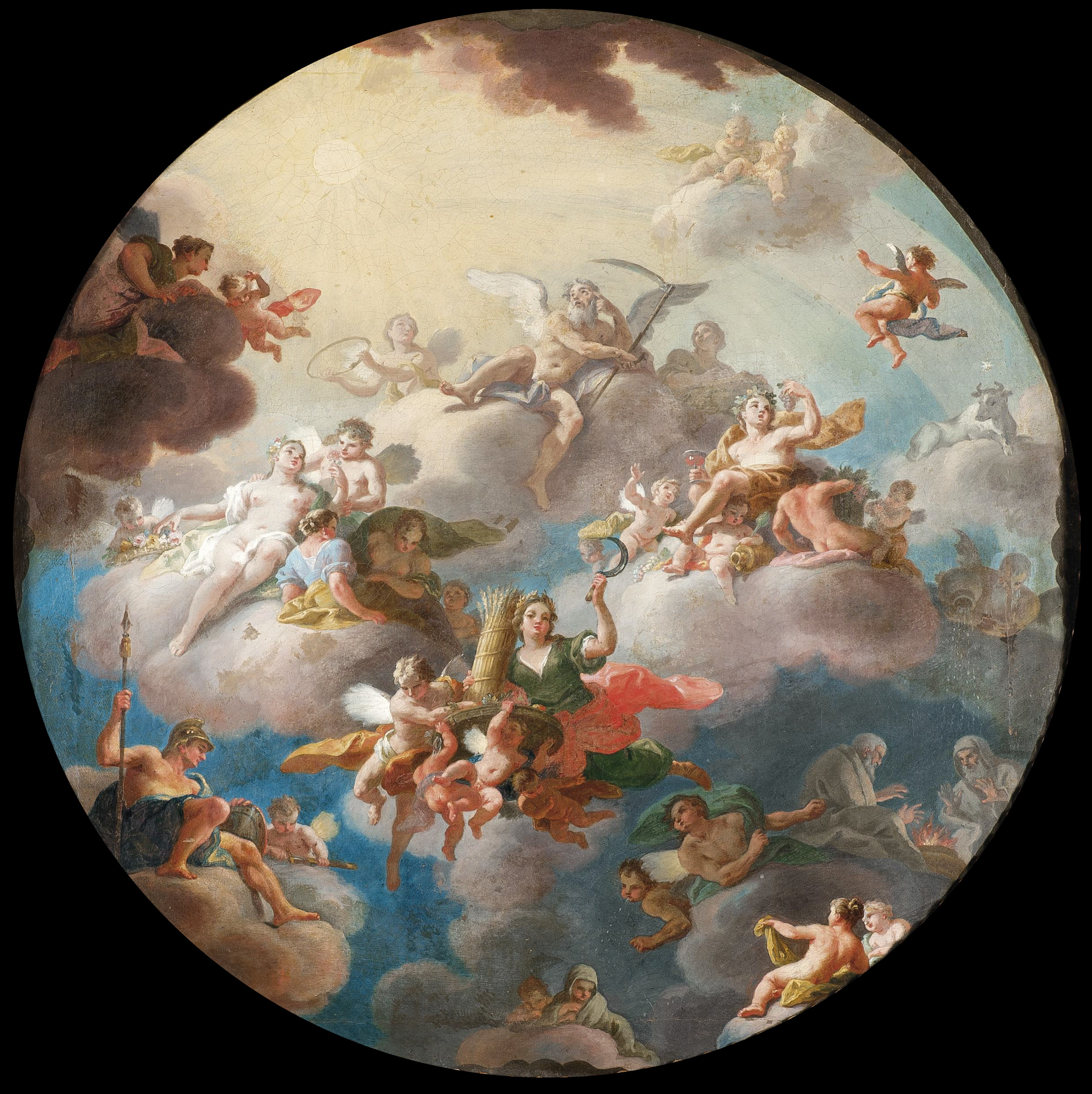
Аллегория четырёх времён года. Ок. 1757. Холст, масло. Частное собрание
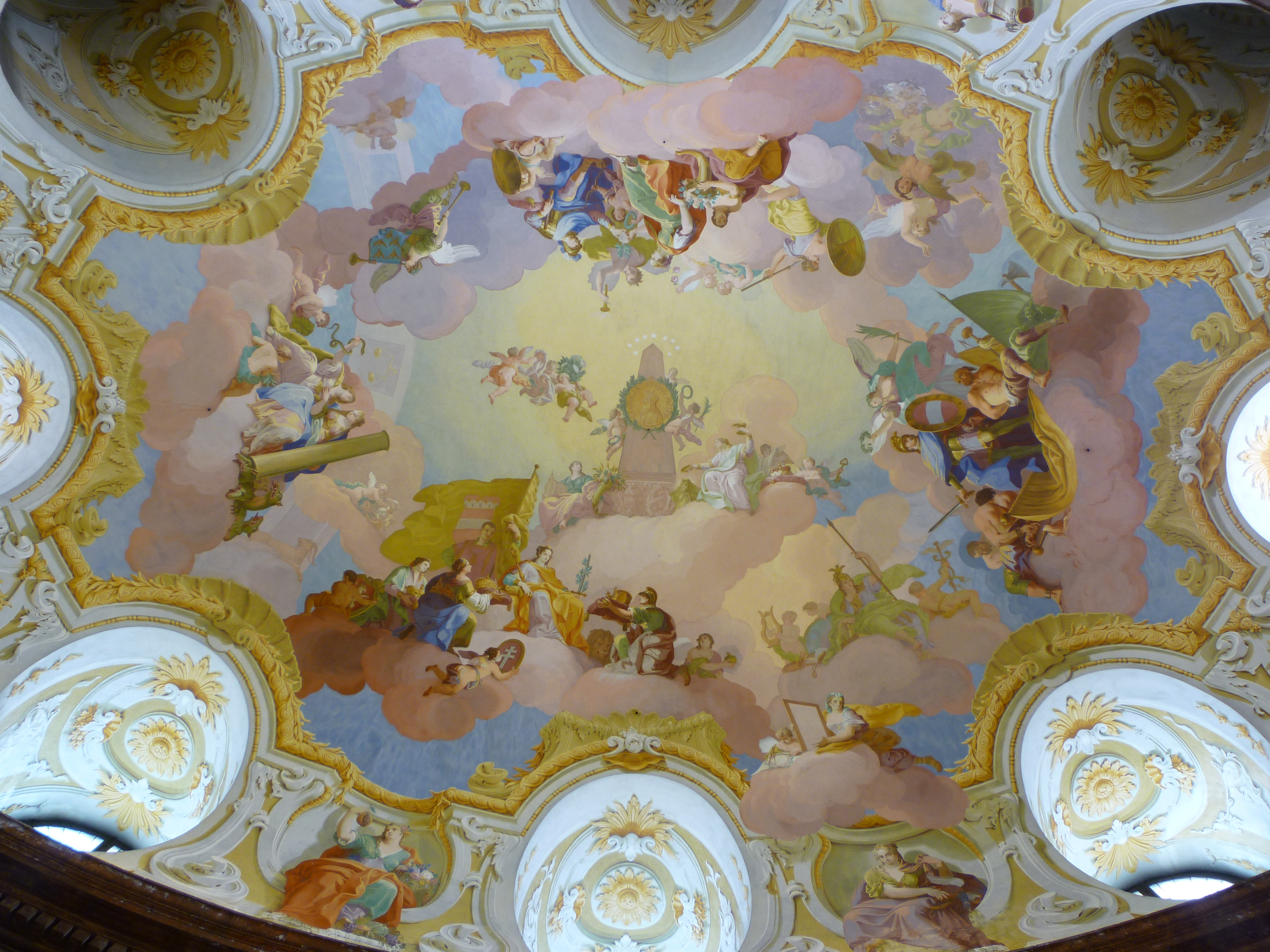
Честь, Слава и Величие австрийского дома Габсбургов-Лотарингов. 1749. Фреска купола Мраморного зала монастыря  Клостернойбург
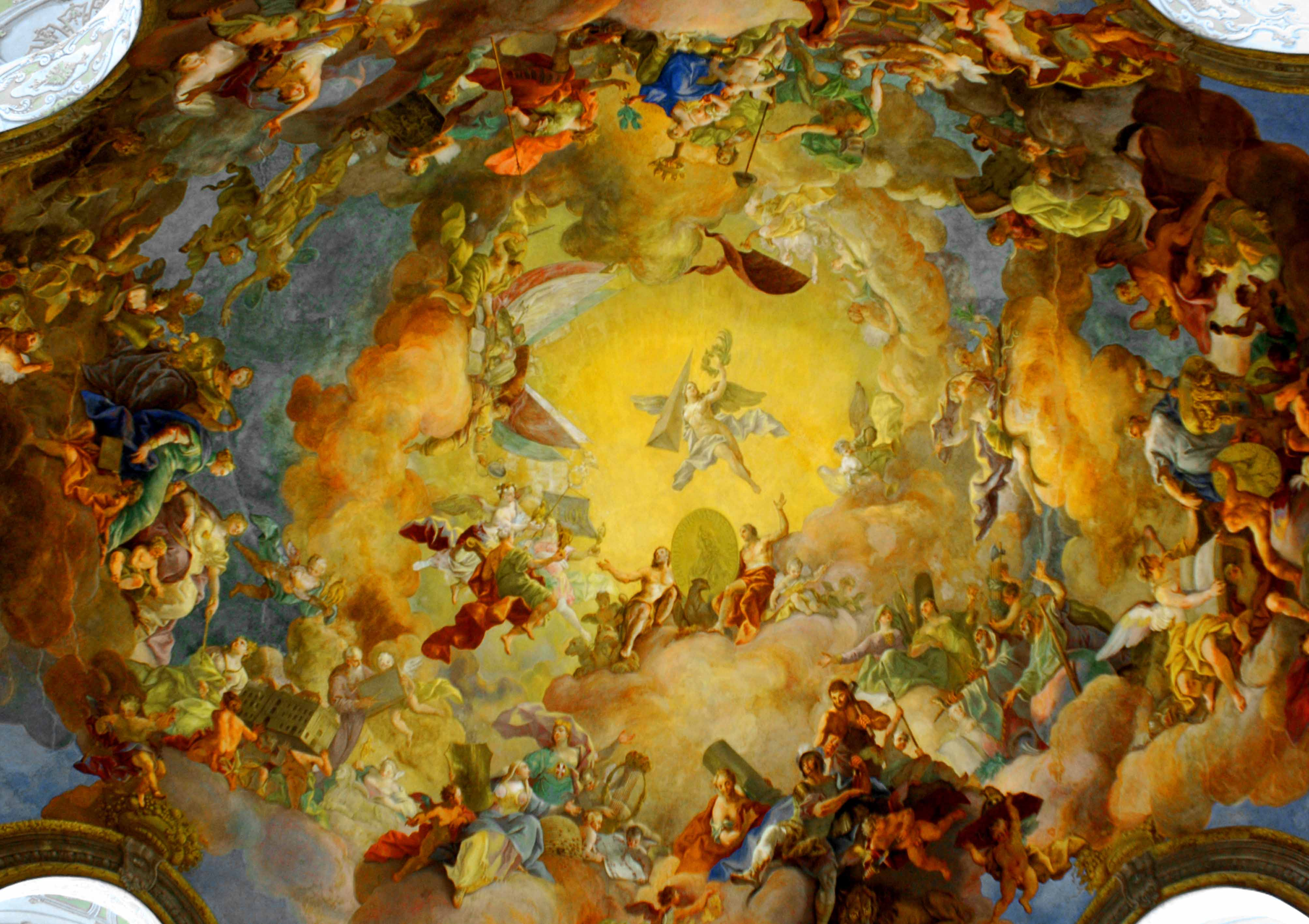
Роспись плафона главного зала Австрийской национальной библиотеки. Между 1726 и 1730. Вена
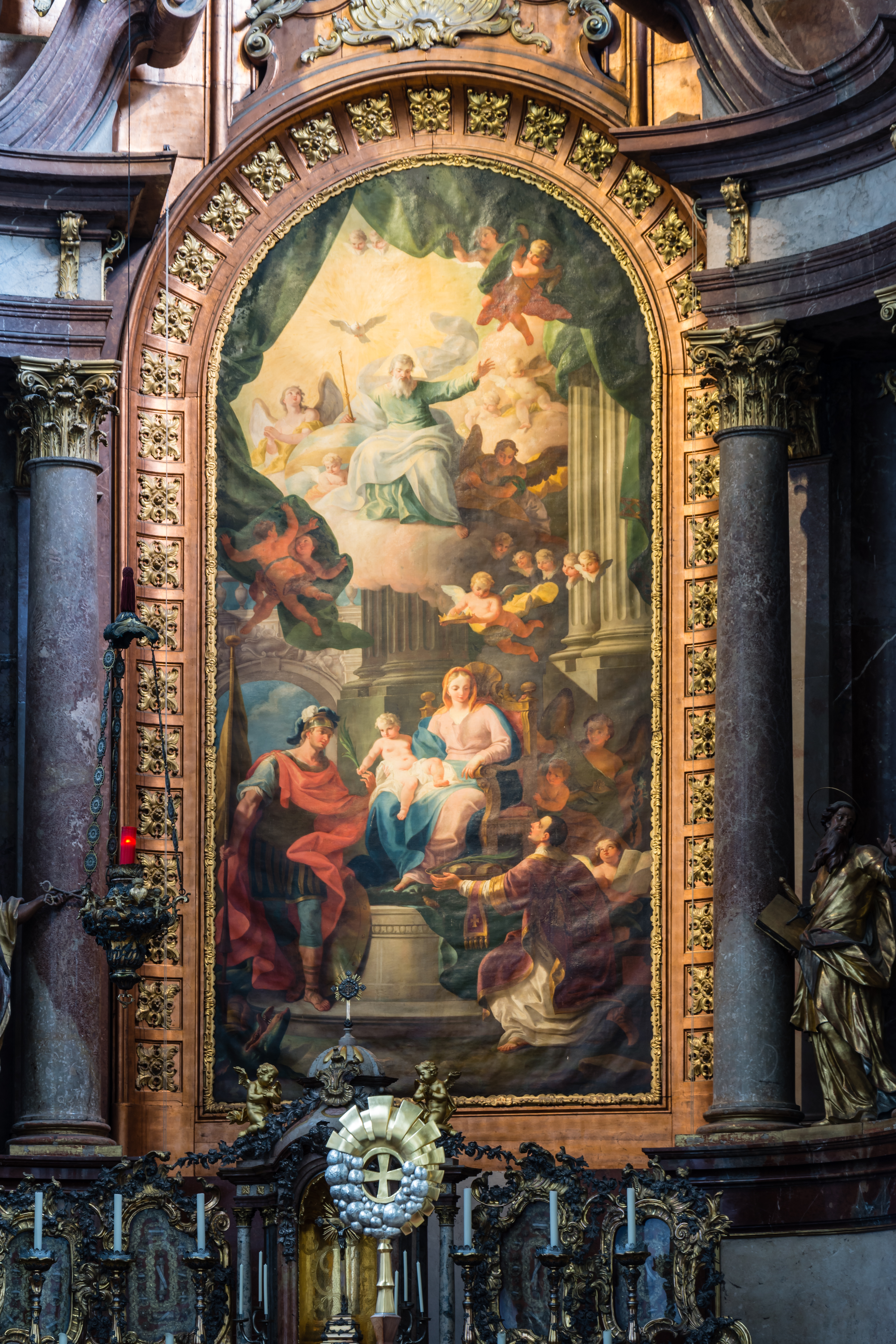
Мадонна с Младенцем и святыми Георгием и Стефаном. Алтарь монастырской церкви в Херцогенбурге